# 于滕多夫 (伯尔尼州)
于赫多夫是瑞士的城鎮，位於該國中西部，由伯恩州負責管轄，面積10.15平方公里，七成半土地是農業用地，海拔高度558米，2011年人口5,944，人口密度每平方公里586人。

## 外部連結
- Official website（页面存档备份，存于） （德文）